# Demonax acutipennis
Demonax acutipennis là một loài bọ cánh cứng trong họ Cerambycidae.